# Conus geographus
Il cono geografico (Conus geographus Linnaeus, 1758) è un mollusco gasteropode marino appartenente alla famiglia Conidae, diffuso nell'Oceano Indiano e nel Pacifico.

## Descrizione
La specie è caratterizzata da una proboscide estendibile con cui inietta il suo veleno nelle sue prede (piccoli pesci e molluschi). Può usare il suo veleno anche per difesa, per questo occorre maneggiarlo con molta attenzione.
Il Conus geographus ha una conchiglia larga, sottile, lunga fino a 15 cm. Il colore della sua conchiglia può essere rosso, rosa, bianco, marrone. Questi colori sono uniti tra loro con screziature particolarmente gradevoli alla vista, non a caso è molto apprezzato dai collezionisti. Rispetto ad altre conchiglie ha le spire piuttosto appiattite.

## Biologia
Il veleno di questa specie di Conus è molto potente ed è in grado di uccidere un uomo. Particolarmente complesso, è caratterizzato dalla presenza di centinaia di tossine diverse (conotossine, conantochine ecc.) ad azione prevalentemente neurotossica, agendo sulla permeabilità dei canali voltaggio-dipendenti a livello sistemico (ad esempio, la tossina polipeptidica ω-conotossina-GVIA presente nel veleno di questo mollusco produce un blocco selettivo e irreversibile dei canali del calcio di tipo N esitando con effetti antipertensivi e analgesici). Non esistono antidoti specifici per il veleno di questa specie.
Alcune ricerche hanno dimostrato che le ω-conotossine contenute nel veleno di questa specie e di altre affini hanno un grande potenziale terapeutico soprattutto come antidolorifici. Sono infatti 10.000 volte più potenti della morfina, ma con meno effetti collaterali e un'azione più specifica. La versione sintetica (ziconotide) è già in uso come farmaco.

## Distribuzione e habitat
Questa specie è diffusa nelle acque calde e poco profonde degli oceani Indiano e Pacifico entro i limiti seguenti:
- Oceano Indiano (compreso il Mar Rosso e il Golfo Persico), verso sud fino al Mozambico e al Madagascar meridionale, e fino a Carnarvon in Australia occidentale;
- mari intorno all'Indonesia, all'Indocina e all'Australia settentrionale;
- Oceano Pacifico occidentale, compreso tutto il Mar Giallo; a nord fino alla Corea occidentale e al Giappone meridionale; a sud lungo le coste australiane fino a Brisbane;
- intorno alle isole tropicali del Pacifico (Micronesia, Melanesia, Polinesia), in direzione est fino alle Hawaii e alle isole Pitcairn.